# Хотяж

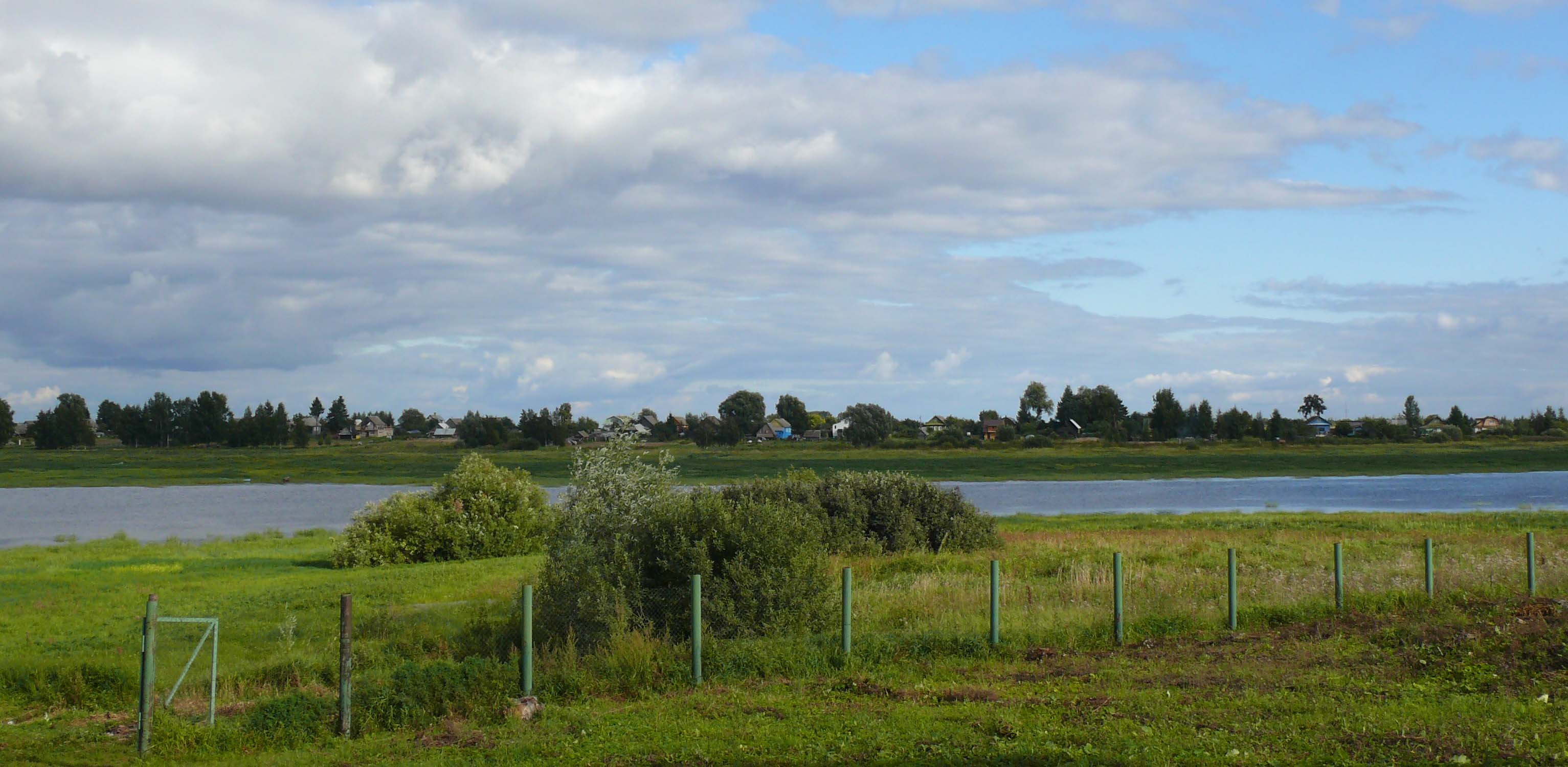
Вид на Хотяж из Клопского монастыря

Хо́тяж — деревня в Новгородском районе Новгородской области, входит в состав Ракомского сельского поселения.
Расположена в Ильменском Поозерье, на левом берегу реки Веряжа. Ближайшие населённые пункты — деревни Васильевское, Радбелик, Верховье, на противоположном берегу — Сельцо.
В 1941 году в первые недели Великой Отечественной войны деревня подверглась сильной бомбёжке. До войны рядом с Хотяжем находились впоследствии исчезнувшие деревни Карпово, Большой и Малый Донец.
На правом берегу Веряжи, напротив Хотяжа находится действующий Клопский монастырь.